# A Dramatic Turn of Events
A Dramatic Turn of Events is een album uit 2011 van de progressieve metalband Dream Theater. Het is het elfde studioalbum van de band, uitgebracht op 13 september door Roadrunner Records. Het is daarnaast het eerste album van de band met Mike Mangini, die de positie van drummer en medeoprichter Mike Portnoy heeft overgenomen na diens vertrek in september 2010.
Het album is geschreven en opgenomen van januari tot en met maart 2011, waarna het mixen en masteren tot en met juni zou duren. De opnamen van de instrumenten gebeurde in de Cove City Sound Studios in Long Island, New York. De zangpartijen van zanger James LaBrie werden door hem opgenomen in Canada.
Het album is geproduceerd door gitarist John Petrucci en gemixt door Andy Wallace. De eerste single, On the Backs of Angels, werd uitgebracht via YouTube op 29 juni.
Het album werd door critici en fans over het algemeen goed ontvangen en in de eerste week werden er 36.000 stuks verkocht in de Verenigde Staten.
Op 30 november werd bekendgemaakt dat de single is genomineerd voor een Grammy Award in de categorie "Best Hard Rock/Metal Performance".

## Achtergrond

### Vertrek van Mike Portnoy
Op 8 september 2010 maakte Mike Portnoy bekend dat hij Dream Theater zou verlaten. Als redenen gaf hij burn-out, betere verstandhoudingen met/binnen andere projecten en een wens om een hiatus in te lassen.
Volgens John Petrucci wilde Portnoy de band niet verlaten, maar wilde hij een pauze houden van 5 jaar. Pas nadat de band hier niet mee akkoord ging, besloot Portnoy te stoppen.
Een maand later ging Dream Theater op zoek naar een vervanger voor Portnoy en ze nodigden 7 drummers uit voor een auditie: Mike Mangini, Derek Roddy, Thomas Lang, Virgil Donati, Marco Minnemann, Aquiles Priester and Peter Wildoer. Iedere auditant moest drie nummers leren (A Nightmare to Remember, The Dance of Eternity en The Spirit Carries On). Naast het spelen van deze nummers bestond elke auditie ook uit het spelen van een jamsessie en het meespelen met gitaar- en keyboardriffs die speciaal waren geschreven voor de audities.
Op 5 november kregen de drummers te horen wie van hen was geselecteerd als nieuwe drummer. Voor het publiek werd het resultaat pas bekendgemaakt in april 2011 middels een driedelige YouTube documentaire, getiteld "The Spirit Carries On". In het laatste deel werd bekendgemaakt dat Mike Mangini was uitverkozen.
Vlak na het toetreden van Mangini tot de band, stuurde Portnoy een e-mail waarin hij vroeg om terug te mogen komen. Dit verzoek werd door de bandleden geweigerd.

### Componeren en opnemen
Dream Theater begon op 3 januari 2011 met de opnames van het nieuwe album. Volgens John Petrucci had de band zich als doel gesteld om iets "groots" te maken. Hoewel hij een aantal demo's, riffs en nummers mee nam, werd het overgrote deel van het album in de studio geschreven. Mike Mangini was hier nog niet bij betrokken. Op 2 maart was de band klaar met de composities, bij het maken van demo's werd een computerprogramma gebruikt voor de drums. Het resultaat werd naar Mike Mangini gestuurd zodat hij de ritmes kon leren en zijn eigen stempel erop kon drukken. Jordan Rudess gaf in interviews aan dat door het vertrek van Mike Portnoy hij meer kwijt kon met zijn keyboard en dat zowel hij als Petrucci zich vrijer voelden. Ook Labrie en bassist John Myung waren meer betrokken bij het componeren dan bij de voorgaande albums.
LaBrie nam de vocalen op in Canada met hulp van Richard Chycki. Eigenlijk zou hij slechts de eerste twee nummers thuis opnemen. Nadat hij dit had gedaan vloog hij naar New York voor de overige opnamen, maar de studio voelde niet gaan. Hij ging weer terug naar huis om daar alles op te nemen.
Op 8 juni werd de albumtitel, titels van de nummers en de releasedata bekendgemaakt. De cover van het album werd een paar dagen later getoond, gemaakt door Hugh Syme die al meer covers voor de band had gemaakt.
Naast de eerste single, op 29 juni via YouTube, werden van de andere nummers korte fragmenten bekendgemaakt.

## Muzikale stijl
A Dramatic Turn of Events duurt 77:05 minuten. Er werd direct op gezinspeeld dat de albumtitel zou slaan op het vertrek van Mike Portnoy, maar Jordan Rudess verklaarde dat dit niet het geval was. Het sloeg op alle nummers van het album, waarin dramatische veranderingen een rol spelen. Dit kon gaan over mentale, fysieke of religieuze/spirituele veranderingen. Hij omschreef de muziek als "heavy, Latin and devastating".

## Release
In juli maakte RoadRunner bekend dat A Dramatic Turn of Events het meest verwachte album van 2011 was dat via hen werd uitgebracht. Bij een poll op hun website kreeg Dream Theater 67% van de stemmen.
In de Verenigde Staten kwam het album op 13 september in de winkels. De rest van de wereld kreeg het album al 1 dag eerder.

### Ontvangst
De kritieken op het album waren over het algemeen positief. Wel gaven sommige critici aan dat het album zeker een paar keer beluisterd moest worden, voordat het aan zou slaan.
Negatieve kritieken hadden het over de voorspelbaarheid van het album en dat de muziek eigenlijk meer van hetzelfde was.

## Nummers
Alle teksten zijn geschreven door John Petrucci, tenzij anders aangegeven.
1. On the Back of Angels (Petrucci, Rudess, Myung)
2. Build Me Up, Break Me Down (Petrucci, Rudess, Myung, Labrie)
3. Lost Not Forgotten (Petrucci, Rudess, Myung, Labrie)
4. This is the Life (Petrucci, Rudess)
5. Bridges in the Sky (Petrucci, Rudess, Myung)
6. Outcry (Petrucci, Rudess, Myung)
7. Far From Heaven (tekst: Labrie - Petrucci, Rudess, Labrie)
8. Breaking All Illusions (Tekst: Myung en Petrucci - Petrucci, Rudess, Myung)
9. Beneath the Surface (Petrucci)

Van het album is ook een "limited Deluxe Collector's Edition" uitgegeven. Hierbij zat een cd met instrumentale uitvoeringen van alle nummers.

### Achtergrond van de nummers
- De originele titel van "Bridges in the Sky" was "The Shaman's Trance"
- De tekst van "Breaking All Illusions" is geschreven door John Myung, de eerste keer dat hij teksten aanleverde sinds "Fatal Tragedy" van Metropolis, Pt. 2: Scenes From A Memory.
- Paul Northfield sprak de gesproken tekst in bij het nummer "Breaking All Illusions".

### Bandleden
- James LaBrie – zang
- Mike Mangini – drums
- John Myung – basgitaar
- John Petrucci – gitaar
- Jordan Rudess – keyboards, lap steel gitaar en continuüm